# Постили (Кјети)
Постили (итал. Postilli) је насеље у Италији у округу Кјети, региону Абруцо.
Према процени из 2011. у насељу је живело 181 становника. Насеље се налази на надморској висини од 2 м.